# Effektivität
Effektivität ist allgemein das Verhältnis zwischen geplanten Sollwerten (Zielen) und tatsächlich erreichten Istwerten. Der Begriffsinhalt und die Abgrenzung zur Effizienz sind in vielen Fachgebieten umstritten.

## Allgemeines
Das Verhältnis zwischen Soll- und Istwerten gilt sowohl für Organisationen (wie Unternehmen, Behörden, Institutionen oder sonstige Personenvereinigungen) als auch für Organisationseinheiten innerhalb dieser Organisationen. Gemessen wird das Ausmaß, mit dem sie ihre Ziele erreichen. In diesem Sinne ist die Effektivität der Zielerreichungsgrad {\displaystyle ZG}, der sich aus der Gegenüberstellung des tatsächlich erreichten Istwerts {\displaystyle Z_{i}} und dem geplanten Sollwert {\displaystyle Z_{s}} ergibt:
{\displaystyle \mathrm {ZG} ={\frac {Z_{\mathrm {i} }}{Z_{\mathrm {s} }}}}.
Vollständige Zielerreichung und maximale Effektivität liegt demnach bei einem Zielerreichungsgrad von 100 % vor, unvollständige Zielerreichung zwischen >0 und <100 % und vollkommene Zielverfehlung (Ignoranz) bei 0 %.

## Betriebswirtschaftslehre
In der Betriebswirtschaftslehre gibt es keine Einigkeit über die Bedeutung der Begriffe Effektivität und Effizienz; sie werden entweder gegeneinander abgegrenzt oder synonym verwendet. Effektivität stammt aus lateinisch effectuvis (für „bewirkend“), Effizienz leitet sich von lateinisch efficere (für „bewirken“) ab. Als Synonyme für die Effizienz tauchen Leistungsfähigkeit, Produktivität, Wirtschaftlichkeit oder Ergiebigkeit auf. Für Günter Wöhe ist die Effizienz das Verhältnis von wertmäßigem Output zu wertmäßigem Input, also identisch mit der Wirtschaftlichkeit. Einige Autoren ordnen die Effizienz der Effektivität unter. Effektivität wird manchmal als strategisch ausgerichteter Begriff gesehen, Effizienz wird dann eher operativ verstanden.

### Effektivität und Effizienz
Der Zusammenhang zwischen Effektivität und Effizienz kann in der Betriebswirtschaftslehre wie folgt dargestellt werden:
```
  Input       ↔       Unternehmensziel
    Unternehmenseffizienz
```

```
  Input   ↔   Output    ↔     Unternehmensziel
      Effizienz    Effektivität
```

Effizienz bedeutet, die Dinge richtig tun, Effektivität heißt, die richtigen Dinge tun.
{\displaystyle {\text{Produktivität}}={\frac {\text{Zwischenleistungsmenge}}{\text{Einsatzmenge}}}\cdot {\frac {\text{Ausbringungsmenge}}{\text{Zwischenleistungsmenge}}}} oder
{\displaystyle {\text{Effizienz}}\cdot {\text{Effektivität}}}.
Der enge Zusammenhang von Effektivität und Effizienz besteht darin, dass der Zielerreichungsgrad (Effektivität) sich auch auf der Ertragsseite von Effizienzanalysen widerspiegeln muss.

### Ziele
Die angestrebten Ziele unterscheiden sich je nach Wirtschaftssubjekt. Unternehmen verfolgen Unternehmensziele, der Staat mit seinen Untergliederungen Staatsziele und Privatpersonen persönliche Ziele. Effektivität ist eine Maßgröße für das Verhältnis zwischen dem tatsächlichen Output und den Zielen einer Stelle.
Unternehmen
Die auf den Vertrieb bezogene Effektivität beschreibt den gezielten Einsatz der „knappen unternehmerischen Ressourcen“ für die richtigen Projekte. Zur Messung der Effektivität werden die „im Rahmen der Strategie manifestierten Ziele bzw. die Erwartungen …mit dem tatsächlichen Ergebnis…“ verglichen.
Im Hinblick auf den Wettbewerbsvorteil besagt der „Grundsatz der Effektivität“ bei Unternehmen, dass nur solche unternehmerischen Aktivitäten einen Erfolgsbeitrag liefern können, die im Hinblick auf die Kundenerwartungen von besonderer Bedeutung sind. Maximale Effektivität ist demnach erreicht, wenn es eine Null-Abweichung vom Kundenwunsch gibt. Besondere betriebswirtschaftliche Kennzahlen im Zusammenhang mit der Effektivität sind die Gesamtanlageneffektivität und die Netto-Gesamtanlageneffektivität.
Staat
Eine besondere Problematik stellt das magische Viereck als ein System von vier wirtschaftspolitischen Staatszielen dar, die gleichzeitig und im selben Umfang erfüllt werden sollen. Es handelt sich um die Ziele Preisniveaustabilität, hoher Beschäftigungsstand, außenwirtschaftliches Gleichgewicht und stetiges und angemessenes Wirtschaftswachstum. Der Zielerreichungsgrad aller vier Ziele kann nicht jeweils 100 Prozent betragen, weil sämtliche Ziele in einem Zielkonflikt zueinander stehen. Das führt dazu, dass die Ziele teilweise miteinander unvereinbar sind, so dass bei der Erfüllung eines Ziels mindestens ein anderes Ziel ganz oder teilweise nicht erfüllt werden kann. Dadurch ist die Effektivität des magischen Vierecks eingeschränkt.

## Naturwissenschaften
In den Naturwissenschaften wird generell zusätzlich Effizienz und Produktivität unterschieden, wobei die Effizienz als Größe der Dimension Zahl z. B. in Prozent ausgedrückt wird und weil die zueinander ins Verhältnis gesetzten Parameter die gleichen Einheiten besitzen (vgl. Energieeffizienzen, Wassernutzungseffizienzen von Pflanzen, oder Strahlungseffizienzen), wohingegen eine Produktivität (von lateinisch producere für „hervorbringen“) durch unterschiedlich dimensionale Größen in Zähler und Nenner gekennzeichnet sind (z. B. Produkte/Stunde oder Erträge/Fläche).

## Abgrenzung
Während die Effizienz ausdrückt, wie man etwas richtig macht, soll die Effektivität messen, ob man das Richtige getan hat. Von Effizienz wird mithin gesprochen, wenn der Erfolg oder die Wirksamkeit von Maßnahmen zum Zwecke der Zielerreichung beurteilt werden soll. Es wird hierbei auf ein entsprechend dem Wirtschaftlichkeitsprinzip gestaltetes Kosten-Nutzen-Verhältnis abgestellt. Effektiv ist dagegen jede Tätigkeit, die zum Ziel führt, ungeachtet der Relation zwischen Ergebnis und hierfür erforderlichem Aufwand. Effizient ist jeder Erfolg, der dem ökonomischen Prinzip entspricht. Effizienz bedeutet demnach, mit gegebenem Aufwand ein maximales Ergebnis zu erzielen (Maximalprinzip) oder ein bestimmtes Ergebnis mit minimalem Aufwand zu erzielen (Minimalprinzip). Jede andere Art, einen Erfolg zu erreichen, ist auch effektiv, aber nicht unbedingt effizient. Wenn Effizienz vorliegt, liegt auch stets Effektivität vor, nicht aber umgekehrt.